# Leucoscypha
Leucoscypha es un género de hongos en la familia Pyronemataceae. Su cuerpo fructífero tiene inicialmente forma de taza, posteriormente se expande y puede adoptar una forma aplanada de color marrón anaranjado; su borde es irregular.